# Ängesmyrtjärnen (Degerfors socken, Västerbotten)
Ängesmyrtjärnen är en sjö i Vindelns kommun i Västerbotten och ingår i Umeälvens huvudavrinningsområde.